# Stórhóll (kulle i Island, Austurland, lat 65,20, long -14,91)
Stórhóll är en kulle i republiken Island. Den ligger i regionen Austurland, 300 km öster om huvudstaden Reykjavík. Toppen på Stórhóll är 681 meter över havet. Stórhóll ingår i Álftavatnshæðir.
Trakten runt Stórhóll är nära nog obefolkad, med mindre än två invånare per kvadratkilometer. Det finns inga samhällen i närheten. Trakten runt Stórhóll består i huvudsak av gräsmarker.